# Roger Bastide
Pour les articles homonymes, voir Bastide.
Roger Bastide, né le 1er avril 1898 à Nîmes et mort le 10 avril 1974 à Maisons-Laffitte, était sociologue et anthropologue français, spécialiste de sociologie et de la littérature brésilienne.

## Biographie
Agrégé de philosophie en 1924, il intègre la mission d'enseignants européens à la nouvelle université de São Paulo en 1938 pour occuper la chaire de sociologie.
Encore enseignant au lycée de Valence, il publie en 1931 une grande enquête sur la communauté arménienne de la ville dans la revue internationale de sociologie. On trouve dans cette étude les premiers développements de la sociologie de l'acculturation que Bastide développera plus tard à propos des religions africaines au Brésil.
Professeur de sociologie à São Paulo de 1938 à 1954, il fait paraître de nombreux articles et études en portugais portant essentiellement sur les religions africaines au Brésil et en  Afrique, comme Le Candomblé de Bahia : rite Nagô (1958).
En 1958, il est nommé professeur d’ethnologie et de sociologie religieuse à la Sorbonne et publie Sociologie et psychanalyse. Il dirige la revue L’Année sociologique de 1962 à 1974, ainsi que le Centre de psychiatrie sociale et le Laboratoire de sociologie de la connaissance (en 1965 à la mort de Georges Gurvitch). Ses derniers travaux traitent des maladies mentales chez les Africains et les Antillais vivant en France et des troubles d’adaptation des anciens déportés sur lesquels il a réuni une riche documentation.

## Publications
- Les Problèmes de la vie mystique (1931)
- Éléments de sociologie religieuse (1935)
- Psychanalyse du Cafuné (1941)
- Art et société (1945)
- Images du nordeste mystique en noir et blanc (1945)
- Poètes du Brésil (1946)
- Initiation aux recherches sur les interpénétrations de civilisations (1948)
- Sociologie et psychanalyse (1948)
- La Psychiatrie sociale (1949)
- Brésil, terre des contrastes (1957)
- Le Candomblé de Bahia (1958)
- Les Religions africaines au Brésil (1960)
- Sens et usage du terme structure dans les sciences sociales (dirigé par R.B.) (1962), Introduction à l'étude du mot structure, Éditions Walter de Gruyter, 1972.
- Sociologie des maladies mentales (1965)
- Les Amériques noires (1967)
- Le rire et les courts-circuits de la pensée, in Jean Pouillon et Pierre Maranda (dir.). Échanges et communications : mélanges offerts à Claude Lévi-Strauss à l’occasion de son 60e anniversaire, p. 953-963, La Haye ; Paris, Mouton, 1970
- Le Prochain et le lointain (1970)
- « Mémoire collective et sociologie du bricolage », Année sociologique 1970
- Anthropologie appliquée (1971)
- Le Rêve, la transe et la folie (1972)
- La Notion de personne en Afrique noire, (1973)
- Poètes et Dieux. Études afro-brésiliennes (1973)
- Le principe d'individuation. Contribution à une philosophie africaine, colloque international du CNRS, 1973, p. 33-43.
- Les Haïtiens en France (1974)
- Le Sacré sauvage (1975)
- L’Ethnohistoire du nègre brésilien, Bastidiana, 1993.

## Bibliographie

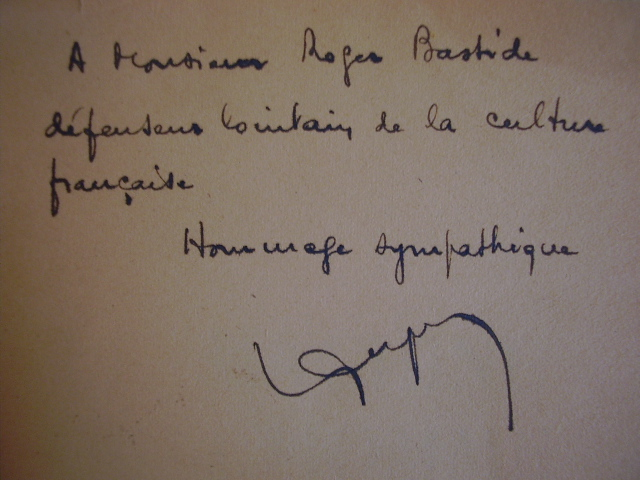
Envoi de L. Duplessy à Roger Bastide sur La Machine ou l'homme (1947).
(Ouvrage conservé à la Bibliothèque de sciences humaines et sociales Paris Descartes-CNRS).